# Aspasia Manos
Aspasia Manos (in greco Ασπασία Μάνου?; Atene, 4 settembre 1896 – Venezia, 7 agosto 1972) è stata una principessa greca.

## Biografia

### Infanzia
Membro della famiglia dei Manos, era la figlia del colonnello Petros Manos e di sua moglie, Maria Argyropoulos. Era la nipote di Konstantinos Manos. I suoi antenati erano dei fanarioti di Costantinopoli.

### Matrimonio
Il 4 novembre 1919, a Tatoi, sposò Alessandro I. Il loro matrimonio causò uno scandalo a causa della disparità di rango dei due e così la coppia fuggì dalla Grecia e si rifugiò a Parigi, dove la loro unione venne finalmente riconosciuta. Aspasia non portò mai il titolo di Regina di Grecia; fu invece conosciuta come Principessa Consorte di Grecia e Danimarca.
Aspasia e Alessandro ebbero solo una figlia, Alessandra, nata a Tatoi cinque mesi dopo la morte di suo padre, avvenuta a causa della sepsi sopraggiunta in seguito ad un morso di scimmia; essa divenne regina di Jugoslavia sposando Pietro II.
Aspasia Manos e sua figlia sono state le uniche appartenenti alla dinastia reale greca, la Casata di Glücksburg, ad avere un'ascendenza veramente greca.

### Morte
Aspasia morì a Venezia e venne sepolta nel cimitero dell'isola di San Michele prima che le sue ceneri facessero ritorno in Grecia, dove vennero tumulate nel cimitero reale nei pressi di Tatoi.

## Ascendenza
|                            |                       |                                       | Genitori                     |  |  | Nonni |  |  | Bisnonni           |  |  | Trisnonni       |  |
|                            |                       |                                       |                              |  |  |       |  |  | Konstantinos Manos |  |  | Demetrios Manos |  |
|                            |                       |                                       |                              |  |  |       |  |  | Konstantinos Manos |  |  | Demetrios Manos |  |
|                            |                       | Principessa Domnitza Marioara Caragea |                              |  |  |       |  |  | Konstantinos Manos |  |  |                 |  |
| Trasybulos Manos           |                       |                                       |                              |  |  |       |  |  | Konstantinos Manos |  |  |                 |  |
|                            |                       | Sevastia Argyropoulos                 | Iacobos Argyropoulos         |  |  |       |  |  |                    |  |  |                 |  |
|                            |                       | Sevastia Argyropoulos                 | Iacobos Argyropoulos         |  |  |       |  |  |                    |  |  |                 |  |
|                            |                       | Sevastia Argyropoulos                 | Principessa Mărioara Soutzos |  |  |       |  |  |                    |  |  |                 |  |
| Petros Manos               |                       | Sevastia Argyropoulos                 |                              |  |  |       |  |  |                    |  |  |                 |  |
|                            |                       | Petros Mavromichalis                  | Kyriakoulis Mavromichalis    |  |  |       |  |  |                    |  |  |                 |  |
|                            |                       | Petros Mavromichalis                  | Kyriakoulis Mavromichalis    |  |  |       |  |  |                    |  |  |                 |  |
|                            |                       | Petros Mavromichalis                  | Panayotis Benakis            |  |  |       |  |  |                    |  |  |                 |  |
| Roxane Mavromichalis       |                       | Petros Mavromichalis                  |                              |  |  |       |  |  |                    |  |  |                 |  |
|                            |                       | Principessa Euphrosine Soutzos        | Principe Costache Soutzos    |  |  |       |  |  |                    |  |  |                 |  |
|                            |                       | Principessa Euphrosine Soutzos        | Principe Costache Soutzos    |  |  |       |  |  |                    |  |  |                 |  |
|                            |                       | Principessa Euphrosine Soutzos        | Ruxandra Racovitza           |  |  |       |  |  |                    |  |  |                 |  |
| Aspasia Manos              |                       | Principessa Euphrosine Soutzos        |                              |  |  |       |  |  |                    |  |  |                 |  |
|                            | Periklis Argyropoulos | Iacobos Argyropoulos                  |                              |  |  |       |  |  |                    |  |  |                 |  |
|                            | Periklis Argyropoulos | Iacobos Argyropoulos                  |                              |  |  |       |  |  |                    |  |  |                 |  |
|                            | Periklis Argyropoulos | Principessa Mărioara Soutzos          |                              |  |  |       |  |  |                    |  |  |                 |  |
| Iacobos Argyropoulos       | Periklis Argyropoulos |                                       |                              |  |  |       |  |  |                    |  |  |                 |  |
|                            |                       | Principessa Aglaia Rosetti-Răducanu   | Principe Radu Rosetti        |  |  |       |  |  |                    |  |  |                 |  |
|                            |                       | Principessa Aglaia Rosetti-Răducanu   | Principe Radu Rosetti        |  |  |       |  |  |                    |  |  |                 |  |
|                            |                       | Principessa Aglaia Rosetti-Răducanu   | Euphrosyne Manos             |  |  |       |  |  |                    |  |  |                 |  |
| Maria Argyropoulos         |                       | Principessa Aglaia Rosetti-Răducanu   |                              |  |  |       |  |  |                    |  |  |                 |  |
|                            |                       | Anargyros Petrakis                    | Parthenius Petrakis          |  |  |       |  |  |                    |  |  |                 |  |
|                            |                       | Anargyros Petrakis                    | Parthenius Petrakis          |  |  |       |  |  |                    |  |  |                 |  |
|                            |                       | Anargyros Petrakis                    | …                            |  |  |       |  |  |                    |  |  |                 |  |
| Aspasia Anargyros Petrakis |                       | Anargyros Petrakis                    |                              |  |  |       |  |  |                    |  |  |                 |  |
|                            |                       | …                                     | …                            |  |  |       |  |  |                    |  |  |                 |  |
|                            |                       | …                                     | …                            |  |  |       |  |  |                    |  |  |                 |  |
|                            |                       | …                                     | …                            |  |  |       |  |  |                    |  |  |                 |  |
|                            |                       | …                                     |                              |  |  |       |  |  |                    |  |  |                 |  |